# The Troggs
The Troggs ist eine Beat-Band aus dem südenglischen Andover in Hampshire. In den 1960er Jahren erlebte die Gruppe ihre erfolgreichste Zeit. Ursprünglich hieß die Band „The Troglodytes“ (englisch für „Die Höhlenbewohner“). Ihr bekanntester Song ist Wild Thing aus dem Jahre 1966, eine Coverversion des Stücks von Chip Taylor.

## Geschichte

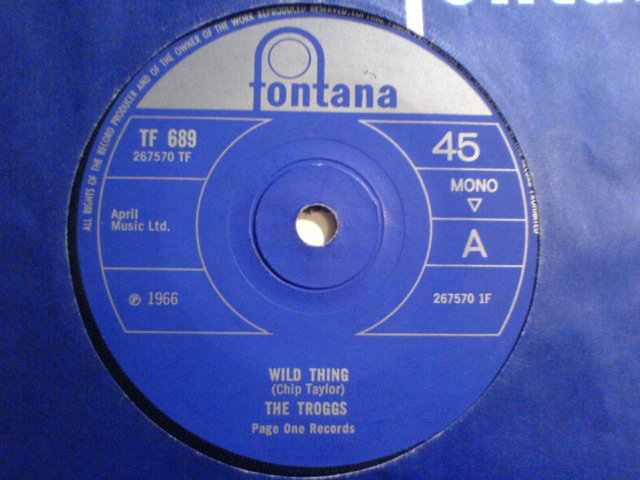
Troggs – Wild Thing

Deutsche Veröffentlichung der Single Hip Hip Hooray, 1968

### Gründung und frühe Erfolge
The Troggs gründeten sich im Jahr 1964 und wurden vom Manager der Kinks, Larry Page, im Folgejahr unter Vertrag genommen. Die Band machte ihre Aufnahmen auf dem Label Page One Records von Larry Page, der die Formation zunächst an CBS weiterempfahl, wo die Debütsingle Lost Girl erschien. Der erste und größte Hit der Troggs war die Single Wild Thing (Original von Jordan Christopher & the Wild Ones, 1965), geschrieben von Chip Taylor, die Nummer 2 der UK-Charts und Nummer 1 der US-Charts erreichte. Durch die Kombination eines einfachen einprägsamen Gitarren-Riffs und koketter Lyrik wurde es schnell ein Garage-Rock-Standard.
Weitere Hits waren With a Girl Like You (Juli 1966), I Can’t Control Myself (September 1966) und Any Way That You Want Me (Dezember 1966). Die Troggs nahmen mit ihren zumeist eher simplen und aggressiven Songs einiges dem Punk-Rock vorweg. Mit Love Is All Around und Night of the Long Grass wandten sich die Troggs 1967 erfolgreich vorübergehend der angesagten psychedelischen Musik zu. Am 12. Oktober 1968 hatte die Band einen Auftritt in der Radio-Bremen-Fernsehsendung Beat-Club, 1971 mit With a Girl Like You in der ZDF-Sendung disco.

### Auflösung und Neugründungen
Mit nachlassendem Charterfolg löste sich die Band im März 1969 auf. Ronnie Bond war der erste, der eine Soloaufnahme machte (Anything for You, Single März 1969), gefolgt von Reg Presley mit Lucinda Lee im April. Chris Britton veröffentlichte sein Soloalbum As I Am im selben Jahr; es ist heute die meistgesuchte Troggs-Rarität. Die Band formierte sich aber noch in diesem Jahr neu, mit dem ehemaligen Plastic-Penny-Bassisten Tony Murray, der Staples ersetzte, und vereinigte sich 1974 wieder unter Larry Page, der jetzt Penny Farthing Records betrieb. Die dabei entstandene Coverversion des Beach-Boys-Hits Good Vibrations und eine Reggaeversion von Wild Thing brachten aber nicht den gewünschten Erfolg.
Im Jahr 1992 nahmen The Troggs mit Hilfe von R.E.M. das Album Athens Andover auf, das durchweg gute Kritiken bekam. Die darauf enthaltenen Lieder wurden nie live gespielt. Für das Album hatte Manager Larry Page sein altes Page One Label reaktiviert. Im selben Jahr starb das Gründungsmitglied Ronnie Bond (Schlagzeuger). 
Im Januar 2012 verkündete der erkrankte Sänger Reg Presley sein Karriereende, nachdem bei ihm Lungenkrebs diagnostiziert worden war. Daraufhin wurde Chris Allen der neue Sänger. Presley starb am 4. Februar 2013.
Gitarrist Chris Britton spielt seit 2017 nicht mehr regulär mit der Band, wird aber noch auf ihrer Website als Mitglied gelistet.

## Coverversionen
- Die wohl bekannteste Coverversion von Wild Thing spielte Jimi Hendrix 1967 beim Monterey Pop Festival.
- Die britische Pop-Rockband Fancy erreichte 1974 mit ihrer Version von Wild Thing die Top 20 der US-Billboard-Charts.
- 1994 wurde der Troggs-Hit Love Is All Around von der schottischen Band Wet Wet Wet erneut in die Charts gebracht (15 Wochen Nummer 1 in Großbritannien).

## Diskografie
Studioalben

| Jahr | Titel                          | Höchstplatzierung, Gesamtwochen, AuszeichnungChartplatzierungen (Jahr, Titel, Platzierungen, Wochen, Auszeichnungen, Anmerkungen) | Höchstplatzierung, Gesamtwochen, AuszeichnungChartplatzierungen (Jahr, Titel, Platzierungen, Wochen, Auszeichnungen, Anmerkungen) | Höchstplatzierung, Gesamtwochen, AuszeichnungChartplatzierungen (Jahr, Titel, Platzierungen, Wochen, Auszeichnungen, Anmerkungen) | Höchstplatzierung, Gesamtwochen, AuszeichnungChartplatzierungen (Jahr, Titel, Platzierungen, Wochen, Auszeichnungen, Anmerkungen) | Anmerkungen                        |
| Jahr | Titel                          | DE | AT | UK | US | Anmerkungen                        |
| ---- | ------------------------------ | --- | --- | --- | --- | ---------------------------------- |
| 1966 | From Nowhere / Wild Thing (US) | DE4 (28 Wo.)DE | — | UK6 (16 Wo.)UK | US52 (16 Wo.)US | Erstveröffentlichung: Juli 1966    |
| 1967 | Trogglodynamite                | DE15 (12 Wo.)DE | — | UK10 (11 Wo.)UK | — | Erstveröffentlichung: Februar 1967 |
| 1968 | Love Is All Around             | — | — | — | US109 (9 Wo.)US | Erstveröffentlichung: Mai 1968     |

grau schraffiert: keine Chartdaten aus diesem Jahr verfügbar
Weitere Studioalben
- 1967: Cellophane
- 1968: Mixed Bag (UK) / Hip Hip Hooray (DE)
- 1970: Contrasts
- 1970: As I Am (Soloalbum von Chris Britton)
- 1975: The Troggs
- 1976: The Trogg Tapes
- 1981: Black Bottom
- 1989: Au
- 1992: Athens Andover

## Auszeichnungen
RSH-Gold
- 1995: in der Kategorie „Werbesong des Jahres“ für Wild Thing[7]